# JoJo Fallas
JoJo Fallas (Los Ángeles California), 3 de junio de 1995) es un exjugador de baloncesto estadounidense. Con 1,80 metros de estatura, jugaba en la posición de base.

## Trayectoria deportiva
Es un jugador formado en Cornell Big Red y tras no ser elegido en el Draft de la NBA de 2017, su primera experiencia como profesional sería en la temporada 2017-18 en Europa para jugar en Israel, comenzando la temporada con Ironi Nes Ziona B.C. de la Ligat Winner pero solo disputaría dos partidos y no anotaría ninguna canasta.
Más tarde, firmaría en el Hapoel Afula B.C. con el que disputó 6 juegos en los que promedió 3.3 puntos por partido.
En la siguiente temporada, la 2018-19 firmaría con el Maccabi Ashdod B.C. para continuar en la Ligat Winner.